# Gavello
Gavello là một đô thị ở tỉnh Rovigo ở vùng Veneto của Ý, có khoảng cách khoảng 60 km về phía tây nam của Venezia và khoảng 12 km về phía đông nam của Rovigo. Tại thời điểm ngày 31 tháng 12 năm 2004, đô thị này có dân số 1.616 người và diện tích là 24,4 km².
Đô thị Gavello có các frazioni (các đơn vị cấp dưới, chủ yếu là các làng) Chiavica Pignatta, Magnolina, và Veneziano.
Gavello giáp các đô thị: Adria, Ceregnano, Crespino, Villanova Marchesana.